# Plinovi izgaranja
Izgaranje je kemijski proces kod kojeg dolazi do oksidacije gorivih sastojaka nekog goriva. Kemijske reakcije, a posebno izgaranja uvijek su vezana s energijskom pretvorbom. U gorivu vezana kemijska energija oksidacijom pretvara se u toplinsku energiju, iz koje se dalje pokriva potreba recimo za mehaničkom ili električnom energijom. Sudionici reakcije su gorivo i zrak potreban za izgaranje, dok su reakcijski produkti dimni plinovi i pepeo. Izgaranje se naziva potpunim ako svi izgorivi sastojci iz goriva potpuno oksidiraju u svoje konačne produkte, obratno se naziva nepotpunim izgaranjem.

## Sudionici izgaranja
Kod konvencionalnih fosilnih goriva, sudionici izgaranja su ugljik C, vodik H2, sumpor S i zrak (kisik O2 i dušik N2).

## Plinovi nakon izgaranja
Plinovi koji nastaju izgaranjem se mogu napisati i pomoću stehiometrijske jednadžbe izgaranja.
Reakcija izgaranja molekule ugljika: C + O2 {\displaystyle \rightarrow } CO2 ( ugljikov dioksid )
Reakcija izgaranja molekule vodika: H2 + {\displaystyle {\tfrac {1}{2}}}O2 {\displaystyle \rightarrow } H2O ( voda )
Reakcija izgaranja molekule sumpora: S + O2 {\displaystyle \rightarrow } SO2 ( sumporov dioksid )

## Štetnosti plinova izgaranja
Veliki problem jeste ugljikov dioksid CO2 zbog toga što uzrokuje staklenički efekt. Iako u zadnje vrijeme se došlo do saznanja da postoje druge molekule ( metan CH4, klorofluorougljici CFCs, sitne čestice čađi ) koje daleko više pridonose efektu staklenika.